# SS Abukir (stoomschip)
De SS Abukir was een Brits kuststoomschip (coaster) dat in 1920 in de vaart kwam als SS Island Queen en in 1934 hernoemd werd tot SS Kyle Queen. In 1935 kreeg het schip de naam Abukir en werd het geregistreerd in Egypte. In mei 1940 werd het getorpedeerd en zonk het in de Noordzee terwijl het Britse en Belgische soldaten, piloten en burgers uit Oostende evacueerde. Dit gebeurde op de laatste dag van de Achttiendaagse Veldtocht.

## Bouw en dienst tijdens vredestijd
De SS Abukir werd gebouwd door Swan, Hunter and Wigham Richardson te Wallsend, gelegen in Noordoost-Engeland aan de rivier Tyne. De bouw werd voltooid in 1920. Het schip bezat drie gegolfde vuurgangen met een totaal roosteroppervlakte van 58 vierkante voet (5 m²) die een aan één zijde openende ketel verhitte met een oppervlakte van 1.775 vierkante voet (165 m²). Deze produceerde stoom aan een druk van 180 pond per vierkante duim naar een door drie cilinders aangedreven drievoudige stoommachine van naar schatting 97 pk. Deze dreef één enkele schroef aan.
Het schip werd gebouwd als Island Queen voor de London and Channel Islands Steamship Company die Cheesewright and Ford uit Londen aanstelde als reder. In 1934 verkocht London and Channel Islands Steamship Company het schip aan Monroe Brothers uit Liverpool, die het herdoopte tot Kyle Queen. Al in 1935 werd Khedivial Mail Steamship and Graving Dock Company uit Alexandrië de nieuwe eigenaar. Dit bedrijf dat schepen en dokken exploiteerde voor rekening van het koninkrijk Egypte en opereerde onder de naam Khedivial Mail Line (KML), hernoemde het schip tot Abukir, naar de in de Nijldelta gelegen kustplaats Abu Qir. Alexandrië werd zijn nieuwe thuishaven. In 1936 werd het bedrijf heropgericht als de Pharaonic Mail Line, maar KML bleef behouden als handelsnaam.
In maart 1939 liep de Abukir vast in de haven van Larnaca (Cyprus) maar zes dagen later werd het schip weer vlot getrokken.

## Opeising en reis naar België
Hoewel Egypte als onafhankelijk werd beschouwd, stond het land in de praktijk onder de controle van het Britse Rijk. In 1940 eiste het Britse ministerie van Oorlogsvervoer (Ministry of War Transport) zeven KML-schepen op. Vijf ervan waaronder de Abukir werden ondergebracht bij de Steam Navigation Company, een dochteronderneming van P&O.
Op 10 mei 1940 viel Duitsland de Lage Landen binnen waarbij het Groothertogdom Luxemburg binnen enkele uren en Nederland binnen de week werden bezet. De British Expeditionary Force (BEF) en het Eerste Franse Leger werden naar Vlaanderen gestuurd om het Belgische leger te versterken. Beide stuurden een verbindingsmissie teneinde de coördinatie op te nemen met het Belgisch opperbevel (Grand Quartier Général). De Britse missie werd genoemd naar zijn aanvoerder, stafchef generaal-majoor Henry Needham. De Abukir werd naar België gestuurd, waar ze later in mei aankwam in de haven van Oostende en er een lading legermaterieel loste voor de BEF.
Het Duitse leger doorbrak echter het Eerste Franse Leger, stak de Franse grens over en bereikte op 20 mei de Baai van de Somme. Daardoor werden de BEF en de overgebleven Franse troepen ingesloten in het Noorden van Vlaanderen waar zij teruggedrongen werden naar Oostende, Nieuwpoort en Duinkerke. Op 27 mei begon de operatie Dynamo om de BEF zeewaarts te evacueren via de haven van Duinkerke. Op dezelfde dag om 17.54 uur rapporteerde de Needham-missie aan het Belgisch opperbevel dat koning Leopold III van plan was om met Duitsland te onderhandelen over een overgave. De missie trok daarop naar de haven van Oostende waar de Abukir aangemeerd lag. De missie telde meer dan 200 BEF-soldaten, leden van de Royal Air Force en van de Belgische luchtmacht die aan boord gingen van de Abukir. Daarnaast waren er vijftien Duitse krijgsgevangenen, zes priesters, 40 tot 50 vrouwen waaronder een aantal nonnen uit een Brugs klooster en een groep Britse schoolmeisjes. Om 22.20 uur, onder het vallen van de duisternis, verliet de Abukir de haven van Oostende, richting Engeland.

## Aanvallen uit de lucht en vanop zee
Toen de Abukir langzaam richting Engeland voer, werd het gedurende anderhalf uur gebombardeerd door de Luftwaffe, zonder geraakt te worden. Op 28 mei 1940 om 01.15 uur werd het schip vanuit Nieuwpoort ter hoogte van de Westhinder of Noordhinder-lichtschepen aangevallen door Schnellboot S-34 (maximale vaarsnelheid van 44 knopen of 81 km/uur) van de Duitse Kriegsmarine, onder het gezag van eerste luitenant Obermaier. Kapitein Rowland Morris-Woolfenden voer de Abukir al zigzaggend waardoor twee torpedo's van de S-34 konden ontweken worden. Twintig minuten later verscheen de S-34 aan bakboord van de kustvaarder. Kapitein Morris-Woolfenden wijzigde van koers en probeerde de torpedoboot te rammen maar de kruissnelheid van 8 knopen (15 km/uur) was te laag. De S-34 vuurde twee extra torpedo's af. De eerste miste de boot maar de tweede trof de Abukir midscheeps. Het schip brak middendoor, vloog in brand en zonk binnen de minuut. Het was het eerste schip van de geallieerden dat werd uitgeschakeld door een Schnellboot.

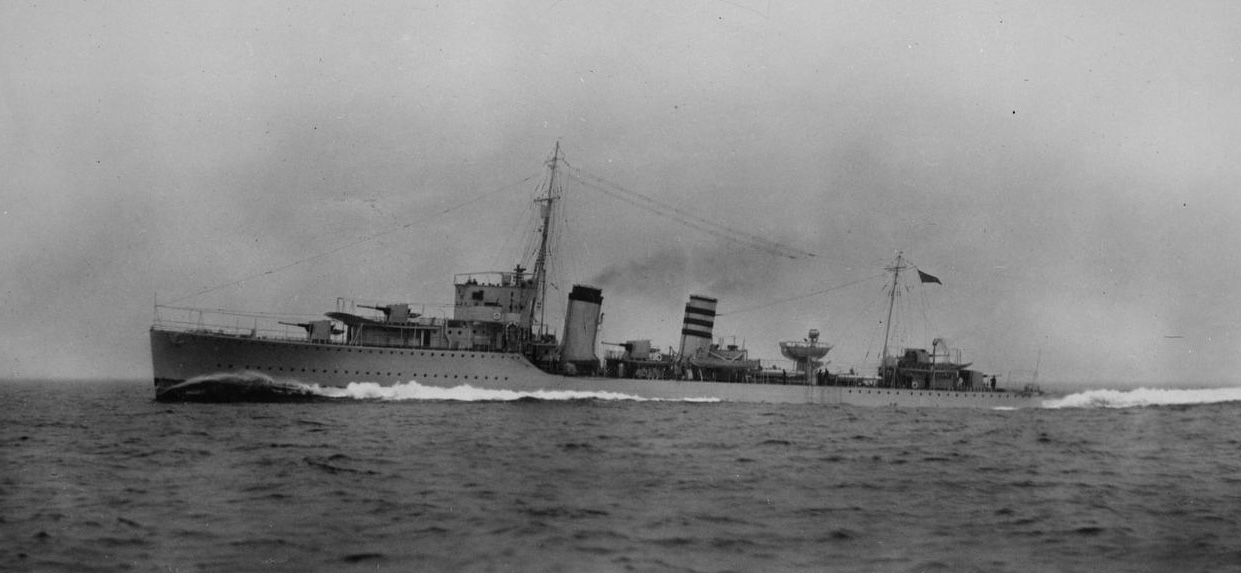
De HMS Codrington redde de meeste overlevenden van de Abukir.

Veel van de overboord geslagenen kwamen om door de impact van de torpedo of het zinken van het schip. De S-34 richtte een zoeklicht op de overlevenden in het water waarvan velen vervolgens met een machinegeweer werden gedood. Patrick Wills Rust, de tweede officier aan boord en tijdelijk onder-luitenant van de reservevrijwilligers van de Royal Navy stond op de brug op het ogenblik dat de Abukir getroffen werd. Betonplaten die de brug moesten beschermen tegen het vuur van machinegeweren zetten hem zodanig klem dat hij meegesleurd werd met het zinkend schip. Toen het schip op de zeebodem was gezonken, kwamen de betonnen platen los zodat Wills-Rust bevrijd werd en kon terugkeren naar het wateroppervlak.
Bij het eerste daglicht kwamen vijf torpedobootjagers van de Royal Navy te hulp op zoek naar overlevenden: HMS Anthony, Codrington, Grenade, Jaguar en Javelin.
Gedurende meerdere uren werd gezocht tussen het North Goodwin-lichtschip en de lichtboei van de Kwintebank maar slechts een klein aantal overlevenden kon worden gered. De cijfers variëren van 26 tot 33 geredde opvarenden, inclusief kapitein Morris-Woolfenden, onder-luitenant Wills-Rust en twee nonnen. Ongeveer 200 van de opvarenden van de Abukir kwamen om. De meeste overlevenden, die tot zes uur in het water bleven, werden opgevist door de HMS Codrington.

## Onderscheidingen
In december 1940 kondigde de Lloyd's of London een nieuwe onderscheiding aan voor handelingen van moed door zeelui in oorlogstijd: de Lloyd's War Medal for Bravery at Sea (de Lloyd's oorlogsmedaille voor moed op zee). De eerste medaille werd toegekend aan kapitein Morris-Woolfenden en de tweede aan onderluitenant Wills-Rust. Morris-Woolfenden kreeg ook de onderscheiding van lid (MBE) van de Orde van het Britse Rijk.
Beide overleefden de oorlog en bleven zeevaarders. In 1956 was Morris-Woolfenden nog steeds kapitein bij de KML. Wills-Rust was in 1941 bevorderd tot tijdelijk luitenant (Royal Naval Reserve). In de koopvaardij werd hij bevorderd tot eerste officier en in de jaren 1950 en 1960 deed hij dienst op sleepboten. Op het ogenblik dat hij op pensioen ging, was hij kapitein.

## Monumenten en wrak
Onder de omgekomen opvarenden waren er veertien leden van de bemanning van Abukir waaronder de eerste stuurman L.J. Evans. Hun namen prijken op een van de bronzen platen van het Tweede Wereldoorloggedeelte van het koopvaardijmonument (Merchant Navy Monument) in het Tower Hill Memorial te Londen. De 17-jaar oude William Blair, zeevaarder bij de koopvaardij, komt eveneens voor op de bronzen gedenkplaat van de Prince Of Wales Sea Training Hostel. De gedenkplaat bevindt zich thans in de Heilige Drievuldigheidkerk van Ingham, Norfolk. De Sea Training Hostel werd in 1940 geëvacueerd naar dit dorp en de gedenkplaat werd er onthuld in 1946.
BEF-personeel dat omkwam op de Abukir wordt vermeld op de gedenkplaten van het Britse oorlogskerkhof dat onderdeel uitmaakt van het kerkhof van Duinkerke. Leden van de Royal Air Force en van de Belgische luchtmacht zijn vermeld op gedenkplaten van de Air Forces Memorial in Englefield Green in Surrey.
Een commerciële duiker vond in 1969 het wrak van de Abukir voor de Noord-Franse kust van Hauts-de-France. Op de plaats van het wrak werden diverse voorwerpen gevonden zoals borden, bekers, theepotten en bestek gemarkeerd met de initialen KML naar de Khedivial Mail Line, munitie voor Lee-Enfieldgeweren, kaliber .303 en rozenkransen.